# Coniopteryx sinuata
Coniopteryx sinuata är en insektsart som beskrevs av Meinander 1983. Coniopteryx sinuata ingår i släktet Coniopteryx och familjen vaxsländor. Inga underarter finns listade i Catalogue of Life.